# Sylvie Testud
Sylvie Testud (Lyon, 17 januari 1971) is een Frans actrice, schrijfster en filmregisseuse.

## Biografie
Sylvie Testud werd in 1971 geboren in Lyon. Haar ouders scheidden toen ze twee jaar oud was en ze werd grootgebracht door haar moeder in de wijk La Croix-Rousse. In 1989 trok ze naar Parijs waar ze studies geschiedenis en ook studies kunstdrama volgde aan de theateracademie Cours Florent. Begin jaren 1990 had ze enkele kleine rollen in speelfilms en in 1997 had ze haar eerste succes met haar hoofdrol in de Duitse muzikale film Jenseits der Stille  waarvoor ze de Deutscher Filmpreis voor beste actrice kreeg. In 1999 speelde ze haar eerste grote rol in een Franse film, Karnaval en werd hiervoor genomineerd voor de César voor beste jong vrouwelijk talent. In 2001 won ze de César voor beste jong vrouwelijk talent voor haar rol in Les Blessures assassines en in 2004 won ze de César voor beste actrice voor haar rol in Stupeur et Tremblements.
In 2003 publiceerde Testud haar eerste roman Il n'y a pas beaucoup d'étoiles ce soir, een autobiografie over haar leven als actrice.
In 2012 maakte ze haar regiedebuut met de film La Vie d'une autre.
Testud werd in 2012 geridderd in het Franse Legioen van Eer en in 2016 werd ze officier in de Orde van Kunsten en Letteren.

## Filmografie

### Actrice
- 1993: Couples et amants - la jeune fille
- 1994: L'Histoire du garçon qui voulait qu'on l'embrasse - fille à la fête
- 1994: Maries Lied: Ich war, ich weiß nicht wo - Marie
- 1995: Le Plus bel âge - Sylvie
- 1996: Love, etc.
- 1996: Jenseits der Stille - Lara
- 1997: Les Raisons du cœur - Esther
- 1998: Sentimental Education - Julia
- 1998: Les Folies de Margaret - nourrice
- 1999: Karnaval - Béa
- 1999: Annaluise et Anton - Laurence
- 1999: In Heaven - Valeska
- 2000: La Captive - Ariane
- 2000: Sade - Renée de Sade
- 2000: Les Blessures assassines - Christine Papin
- 2000: La Chambre obscure - Azalaïs
- 2001: Julies Geist - Julia
- 2001: The Château - Isabelle
- 2001: Je rentre à la maison - Ariel
- 2002: La Dernière Fête de Jedermann - Sophie
- 2002: Un moment de bonheur - l'institutrice
- 2002: Les Femmes... ou les enfants d'abord... - Virginie
- 2002: Tangos volés - Alice
- 2002: Aime ton père - Virginia
- 2002: Vivre me tue - Myriam
- 2003: Stupeur et Tremblements - Amélie
- 2003: Filles uniques - Tina
- 2003: Dédales - Claude
- 2003: Der gläserne Blick - Das Mädchen
- 2004 : Demain on déménage - Charlotte
- 2004: Tout pour l'oseille - Prune
- 2004: Cause toujours ! - Léa
- 2004: Victoire - Victoire
- 2004: Les Mots bleus - Clara
- 2005: La vie est à nous ! - Louise Delhomme
- 2006: L'héritage - Patricia
- 2006: La Vie en Rose - Momone
- 2007: La France - Camille
- 2007: Ce que mes yeux ont vu - Lucie Audibert
- 2008: Sagan - Françoise Sagan
- 2008: Mange, ceci est mon corps - Madame
- 2009: L'Idiot - Daria Alexeïevna
- 2009: Je ne dis pas non - Adèle
- 2009: Lucky Luke - Calamity Jane
- 2009: Vengeance - Irene Thompson
- 2009: Gamines - Sybille
- 2009: Lourdes - Christine
- 2010: Le Bonheur de Pierre - Catherine
- 2010: La Rafle - Bella Zygler
- 2010: Mumu - Mumu
- 2010: Avant l'aube - Sylvie Poncet
- 2011: L'Ordre et la Morale - Chantal Legorjus
- 2012: The Scapegoat - Bela
- 2012: À votre bon cœur, mesdames - Lolita
- 2012: Les Mains de Roxana - Roxana Orlac
- 2013: Max - Nina
- 2013: Une chanson pour ma mère - Sylvie
- 2013: Pour une femme - Anne
- 2013: Je m'appelle Hmmm - La mère de Céline
- 2014: 96 heures - Marion
- 2014: 24 jours - Brigitte Farell
- 2014: Sous les jupes des filles - Sam
- 2014: Papa Was Not a Rolling Stone - Nadège
- 2014: Géographie du cœur malchanceux - Sophie (segment "Paris")
- 2015: Le talent de mes amis - Stéphane Brunge
- 2015: Mesyats v derevne - Elisavetta
- 2015: Au plus près du soleil Sophie
- 2016: Arrête ton cinéma! - Sybille
- 2016: Les Visiteurs : La Révolution - Charlotte Robespierre
- 2016: Le Correspondant - Eloïse
- 2016: Tamara - Moeder van Tamara
- 2018: Suspiria - Miss Griffith

### Regie
- 2012: La Vie d'une autre

## Theater
- 1995: Six fois deux van Georges Lavaudant, Théâtre national de Bretagne
- 1996: La Cour des comédiens van Antoine Vitez, Festival van Avignon
- 2001: Stella van Goethe, Théâtre national de Strasbourg
- 2005: Jeanne d'Arc au bûcher van Paul Claudel, Festival Radio France Montpellier
- 2005: La Pitié dangereuse van Stefan Zweig, Théâtre Vidy-Lausanne
- 2006: La Pitié dangereuse van Stefan Zweig, Théâtre national de Nice, Théâtre de la Croix-Rousse, MC2, Théâtre de l'Union
- 2007: La Pitié dangereuse van Stefan Zweig, Théâtre national de Bordeaux en Aquitaine
- 2007: Biographie sans Antoinette van Max Frisch, Théâtre de la Madeleine
- 2008: Biographie sans Antoinette van Max Frisch, Théâtre du Gymnase (Marseille), Tournee
- 2009: Casimir et Caroline van Ödön von Horváth, Théâtre de la Ville
- 2009: Sentiments provisoires van Gérald Aubert, Théâtre Édouard VII
- 2011: L’Amour, la mort, les fringues van Nora et Delia Ephron, Théâtre Marigny

## Romans
- 2003: Il n'y a pas beaucoup d'étoiles ce soir (autobiografie)
- 2005: Le ciel t'aidera
- 2006: Gamines
- 2011: Chevalier de l'ordre du mérite
- 2014: C'est le métier qui rentre

## Prijzen en nominaties
De belangrijkste:
| Jaar | Prijs                | Categorie                 | Film                     | Uitslag     |
| ---- | -------------------- | ------------------------- | ------------------------ | ----------- |
| 2010 | Europese filmprijzen | Beste actrice             | Lourdes                  | Gewonnen    |
| 2004 | César                | Beste actrice             | Stupeur et Tremblements  | Gewonnen    |
| 2004 | Prix Lumières        | Beste actrice             | Stupeur et Tremblements  | Gewonnen    |
| 2001 | César                | Beste vrouwelijke belofte | Les Blessures assassines | Gewonnen    |
| 2000 | César                | Beste vrouwelijke belofte | Karnaval                 | Genomineerd |
| 1997 | Deutscher Filmpreis  | Beste actrice             | Jenseits der Stille      | Gewonnen    |